# Börseplatz
Der Börseplatz befindet sich im 1. Wiener Gemeindebezirk Innere Stadt. Er wurde 1870 angelegt und nach der hier befindlichen Wiener Börse benannt.

## Geschichte
Das Gelände des heutigen Börseplatzes lag im Mittelalter vor der Wiener Stadtmauer. An der heutigen Kreuzung Rockhgasse, Wipplingerstraße und Börseplatz befand sich der zur Stadtbefestigung gehörende Würffelturm, auf dem Gelände des heutigen Häuserblocks zwischen Börseplatz, Börsegasse, Renngasse und Wipplingerstraße lag der Durchgangsturm. Dieser Abschnitt der Mauer mit den Türmen wurde 1558–1561 abgerissen und stattdessen eine neue Stadtbefestigung errichtet, deren Elendbastei genannte Kurtine etwa entlang der heutigen Nordseite des Börseplatzes verlief. 1860 musste auch diese Befestigung weichen. Das Gelände wurde eingeebnet und 1870 der Platz angelegt, der schon zu diesem Zeitpunkt als Börseplatz benannt wurde, weil hier die Errichtung des Wiener Börsegebäudes geplant war, das ab 1874 dann verwirklicht wurde. Am Börseplatz befand sich die Endstation mehrerer Straßenbahnlinien; um 1970 wurden die Geleise hier stillgelegt.

## Lage und Charakteristik

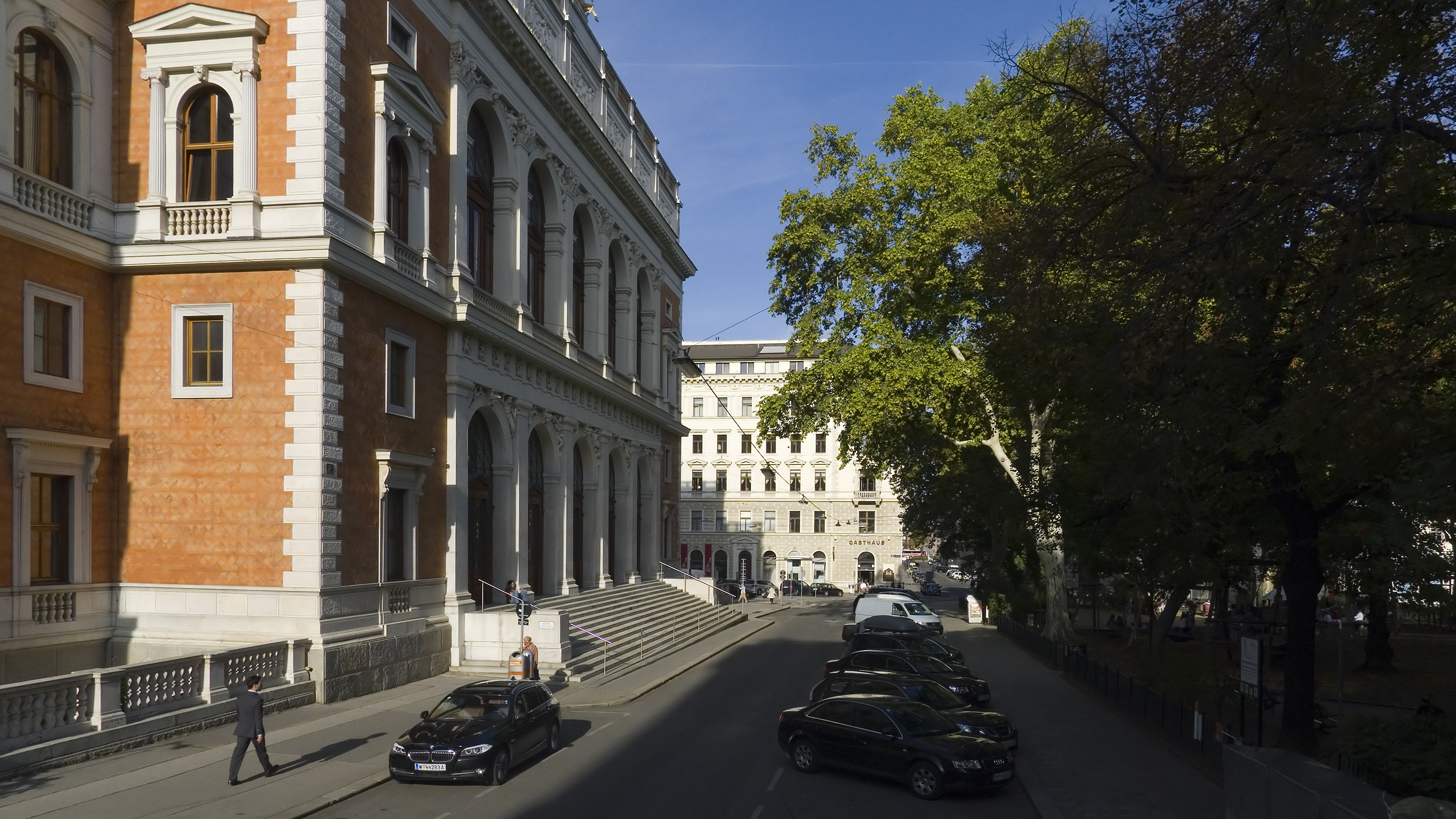
Börseplatz Nordseite

Der langrechteckige Börseplatz liegt südöstlich der Rückfront des Wiener Börsegebäudes zwischen den Straßenzügen Börsegasse im Nordosten und Wipplingerstraße im Südwesten. In Verlängerung der nördlichen Platzseite verläuft die Helferstorferstraße in südwestlicher Richtung, die Esslinggasse in nordöstlicher Richtung; die Verlängerung der südlichen Platzseite bildet die Rockhgasse nach Südwesten. Das Areal des Platzes wird vom Hermann-Gmeiner-Park eingenommen, der an allen vier Seiten von Fahrbahnen eingerahmt wird. Alle diese Straßen werden als Einbahnen in gegenläufiger Richtung geführt, so dass ein Umrunden des Platzes nicht möglich ist. Der stärkste Durchzugsverkehr verläuft entlang der Wipplingerstraße, wo auch die Autobuslinien 1A und 3A verkehren. Große Teile der um den Park herumführenden Fahrbahnen sind für Autoparkplätze reserviert. Die Verbauung des Platzes stammt mit Ausnahme des secessionistischen Hauses Nr. 7 aus dem Jahrzehnt zwischen 1870 und 1880 und bildet so ein geschlossenes historistisches Ensemble, das von den beiden Monumentalbauten der Wiener Börse und des ehemaligen Telegraphenamtes dominiert wird. Einige Geschäftslokale finden sich lediglich an der südlichen Platzseite.

## Verbauung

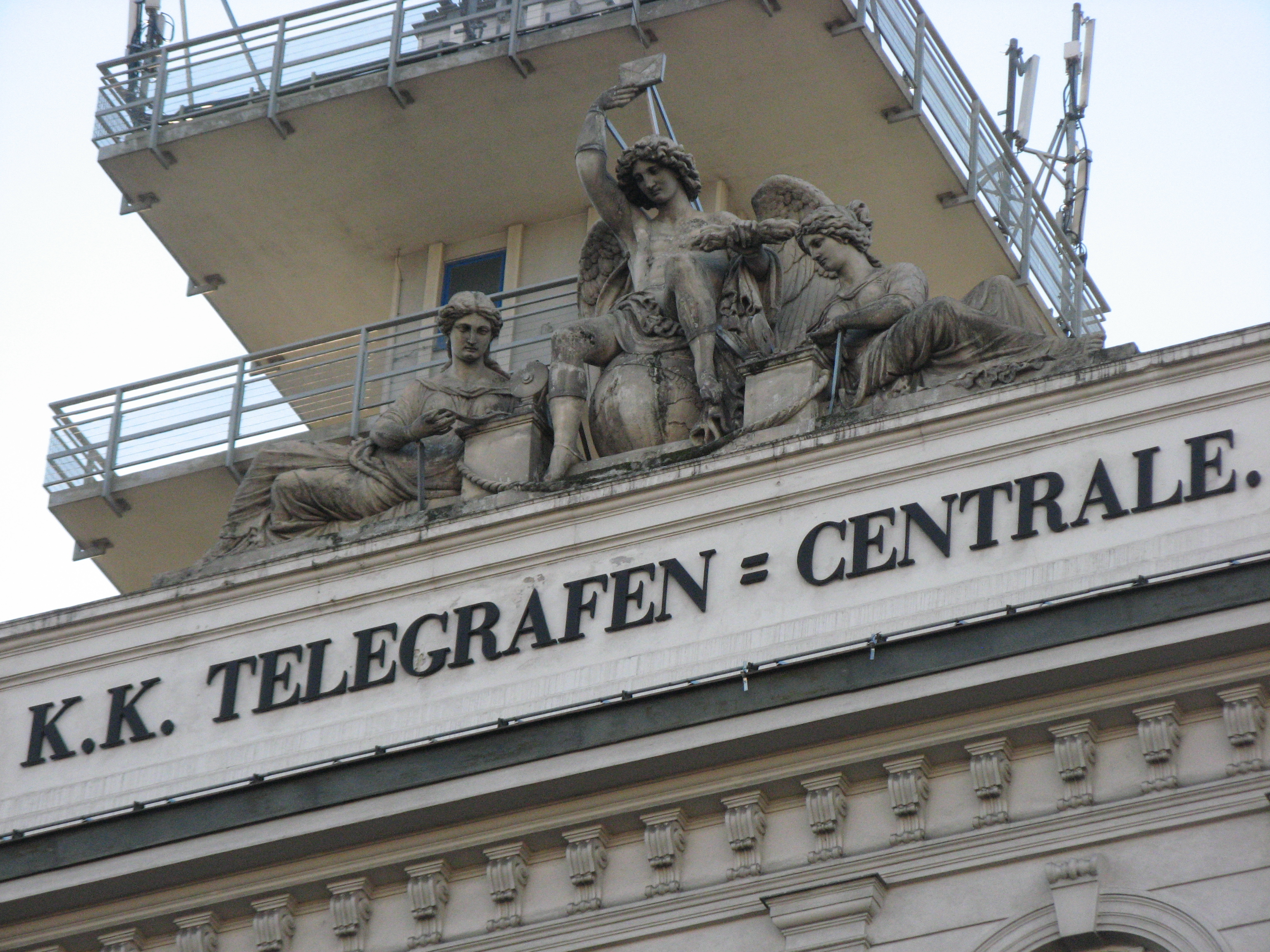
Figurengruppe auf der ehemaligen Telegraphenzentrale, Börseplatz 1

### Nr. 1 Ehemaliges Fernmeldegebäude
→ siehe Hauptartikel K.K. Telegrafen Centrale
Das unter Denkmalschutz stehende Gebäude bildet einen Häuserblock zwischen Börsegasse, Rockhgasse, Hohenstaufengasse und Helferstorferstraße. Es wurde von einem unbekannten Architekten zwischen 1870 und 1873 im strenghistoristischen Stil für die k.k. Telegraphen-Zentralstation errichtet. 1900–1905 erfolgte die Aufstockung um ein Geschoß von Eugen Fassbender. Bis 1996 war hier der Sitz der Post- und Telegraphenverwaltung; seither steht das Gebäude leer. Seine Vorderfront wird von einem Mittelrisalit beherrscht. Der Zugang erfolgt über eine Freitreppe. In Höhe der Beletage befindet sich ein Balkon. Die Attikabalustrade mit Inschriftenfeld "K.K. Telegraphen Centrale" wird von einer Figurengruppe bekrönt, die die Allegorie der Telegraphie auf einem Globus sitzend zeigt, flankiert von zwei weiblichen Liegenden. Aus der Entfernung ist der 1964–1967 im Innenhof erbaute Funkturm gut zu erkennen, der das Gebäude überragt.

### Nr. 2 Ehemalige Börse

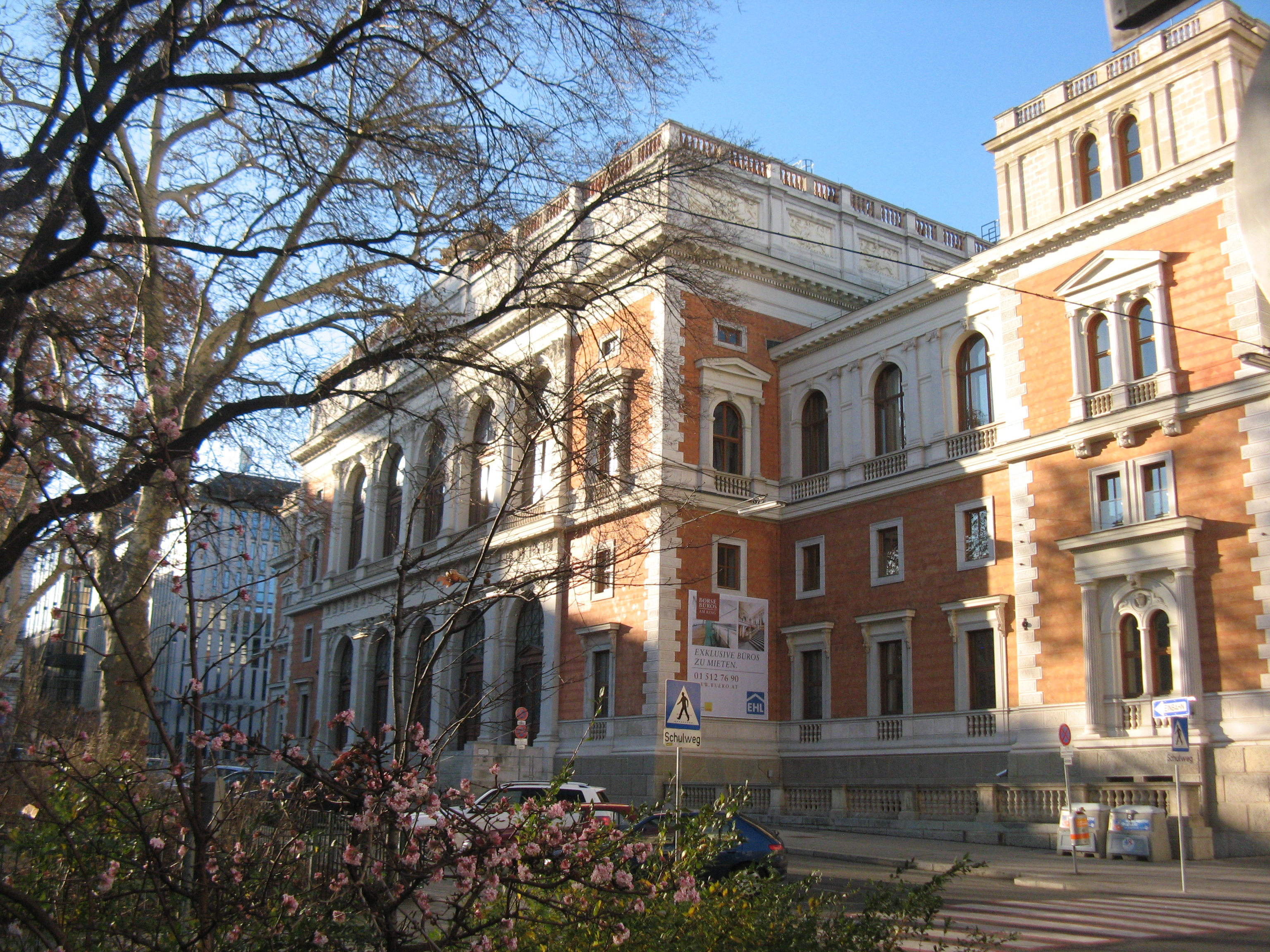
Ehemaliges Börsengebäude von der Börsegasse aus

→ siehe Hauptartikel Wiener Börse (Gebäude)
Das an vier Seiten freistehende Gebäude zwischen Schottenring, Börsegasse, Börseplatz und Wipplingerstraße zählt zu den herausragenden Prachtbauten der Wiener Ringstraße. Es wurde 1873–1877 von Theophil von Hansen unter Mithilfe von Carl Tietz im Neorenaissance-Stil für die Wiener Börse errichtet, und diente als Sitz dieser Institution bis zum Jahr 2000. Dem Börseplatz zugekehrt liegt die Rückfront des in Form und Farbe auffallenden Baues. Sie wird beherrscht vom Mittelrisalit mit seinen großen Bogenfenstern. Die Spandrillenfiguren stammen von Hugo Haerdtl und Theodor Friedl.
Das denkmalgeschützte Gebäude liegt an der Hauptadresse Schottenring 16.

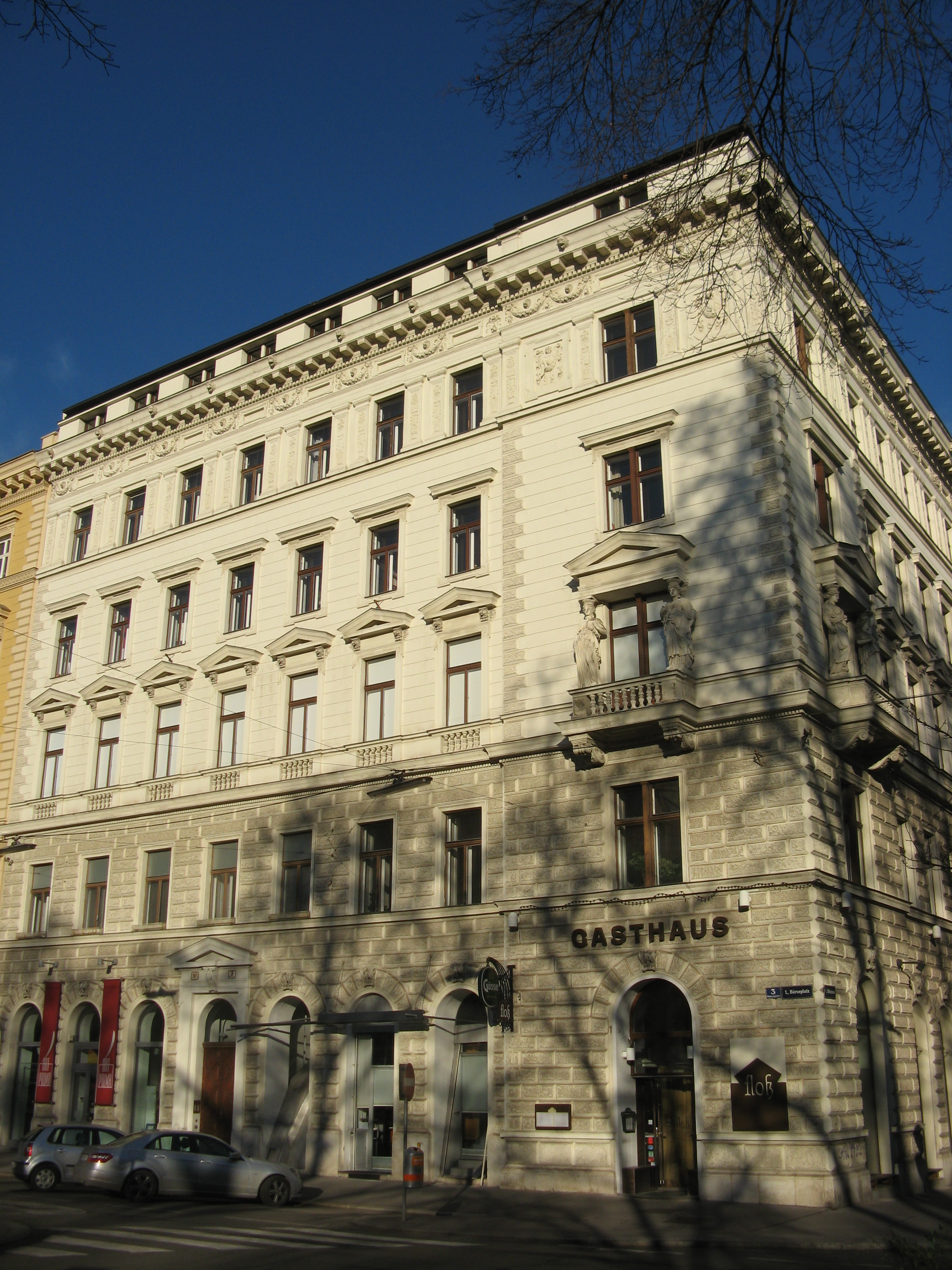
Börseplatz 3 (1871) von Theophil Hansen

### Nr. 3 Ehemaliges Epstein-Haus
Das Eckhaus Börsegasse / Eßlinggasse wurde 1871 von Theophil von Hansen im strenghistoristischen Stil errichtet. Am mit Ortsteinen gequaderten Eckrisalit fallen in der Beletage Balkone mit Karyatidfiguren ins Auge. Im Erdgeschoß befinden sich Arkadenfenster mit genienbesetzten Schlusssteinen. Die Attikazone wird durch Ornamentreliefs geziert. Im Inneren des Gebäudes ist das Stiegenhaus mit seinen Arkadennischen und der Statue der Pomona erwähnenswert. Im Innenhof befindet sich ein Brunnen und eine Statue der Flora. Das Atelier Baumann wurde 1985 von Coop Himmelb(l)au dekonstruktivistisch gestaltet.

### Nr. 4 Eckhaus
Das an der Ecke Eßlinggasse / Börseplatz gelegene Gebäude wurde 1873 von Julius Dörfel im historistischen Stil erbaut. Nach Zerstörungen im Zweiten Weltkrieg wurde die Fassade wieder rekonstruiert. Bemerkenswert ist der ortsteingequaderte Eckrisalit mit seinem zweigeschoßigen, säulenbesetzten Erker, der von einem Balkon mit Karyatidhermen und Ädikulafenster bekrönt wird. An der Seite zur Eßlinggasse liegt das von Säulen flankierte und von einem Balkon bekrönte Portal mit originaler Holztüre. Beachtenswert ist auch das Foyer, das durch Arkaden mit Spandrillenfiguren zwischen ionischen Pilastern geziert ist.

### Nr. 5 Eckhaus
Das 1879 im historistischen Stil von Wilhelm Stiassny erbaute Haus Ecke Börsegasse / Börseplatz liegt an der Hauptadresse Börsegasse 9.

### Nr. 6 Wohnhaus
Das zentral an der südlichen Seite des Börseplatzes gelegene Gebäude ist sehr aufwendig gestaltet. Es wurde 1879 von Carl Stephann im historistischen Stil errichtet. Die Fassade tritt leicht gegenüber den Eckgebäuden hervor. Sie besitzt einen dominanten Mittelrisalit mit einem toskanischen Säulenportal, darüber Balkone auf Konsolen ruhend, und Ädikulafenster mit ionischen Säulen. Sehr aufwendig ist auch das Innere gestaltet. Das Foyer ist zweiteilig und reich stuckiert. Bemerkenswert sind die Schmiedeeisengeländer und die mehrfärbigen Terrazzoböden. Im Innenhof befindet sich eine zweigeschoßige Pawlatsche sowie ein Brunnen mit einer Löwenmaske und eine Schmiedeeisenlaterne.

### Nr. 7 Eckhaus

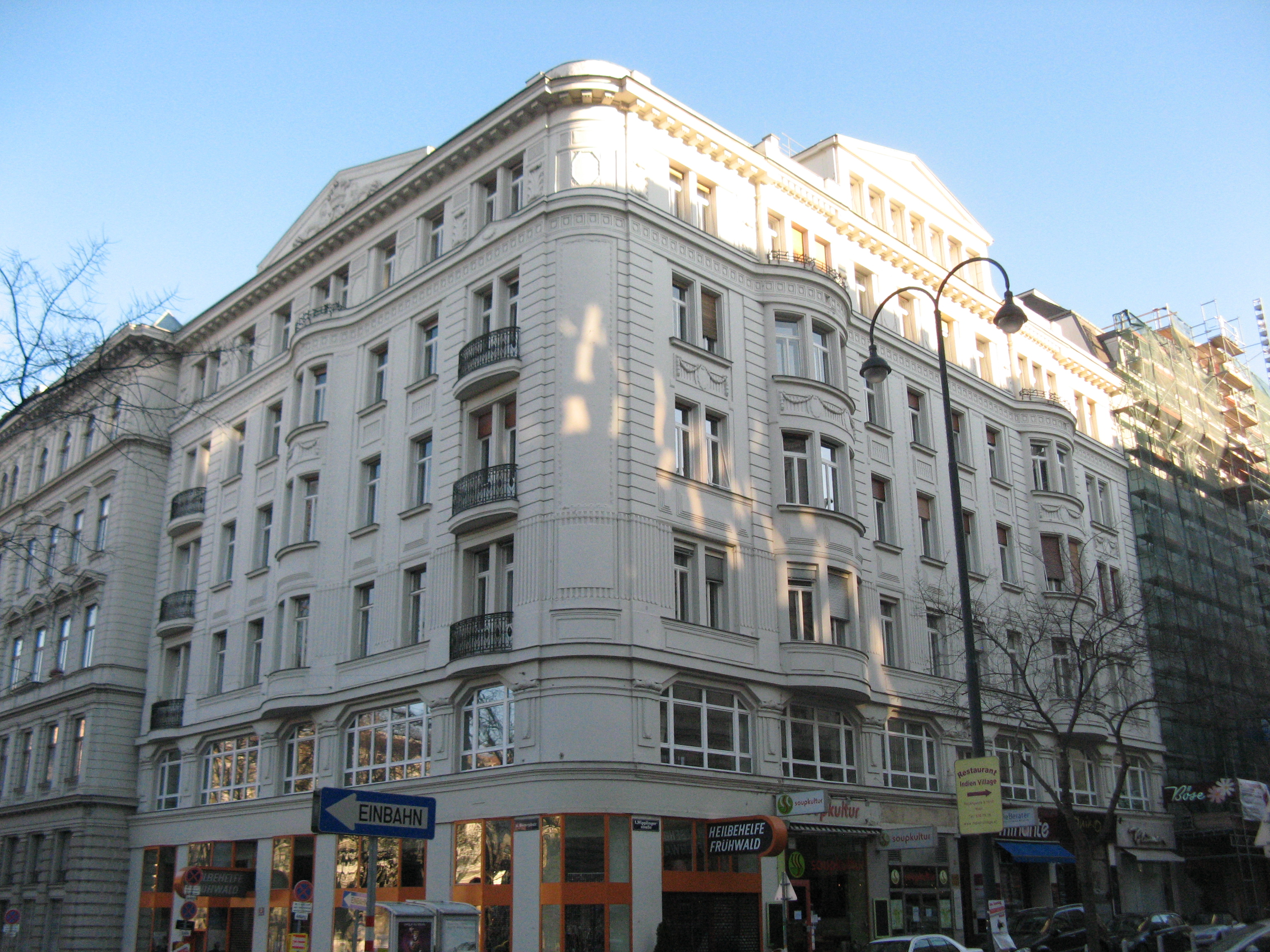
Börseplatz 7 (1912) von Hans Schneider

Das Haus Ecke Börseplatz / Wipplingerstraße wurde 1912 von Hans Schneider erbaut. Die Fassade ist neoklassizistisch im Stil der Wiener Werkstätte gestaltet. Über der zweigeschoßigen, für Geschäftslokale konzipierten Sockelzone erheben sich kolossole Lisenen mit geschwungenen erkerartigen Bay-Windows und Balkone. In der Attikazone befindet sich an der Seite zum Börseplatz ein bemerkenswerter Giebel, an der Seite zur Wipplingerstraße ein solcher, der als dorische Tempelfassade ausgebaut ist. Im Inneren ist das Foyer lisenengegliedert und besitzt einen Fliesenboden.
In diesem Gebäude befand sich in den 1960er/70er Jahren das Theater am Börseplatz.

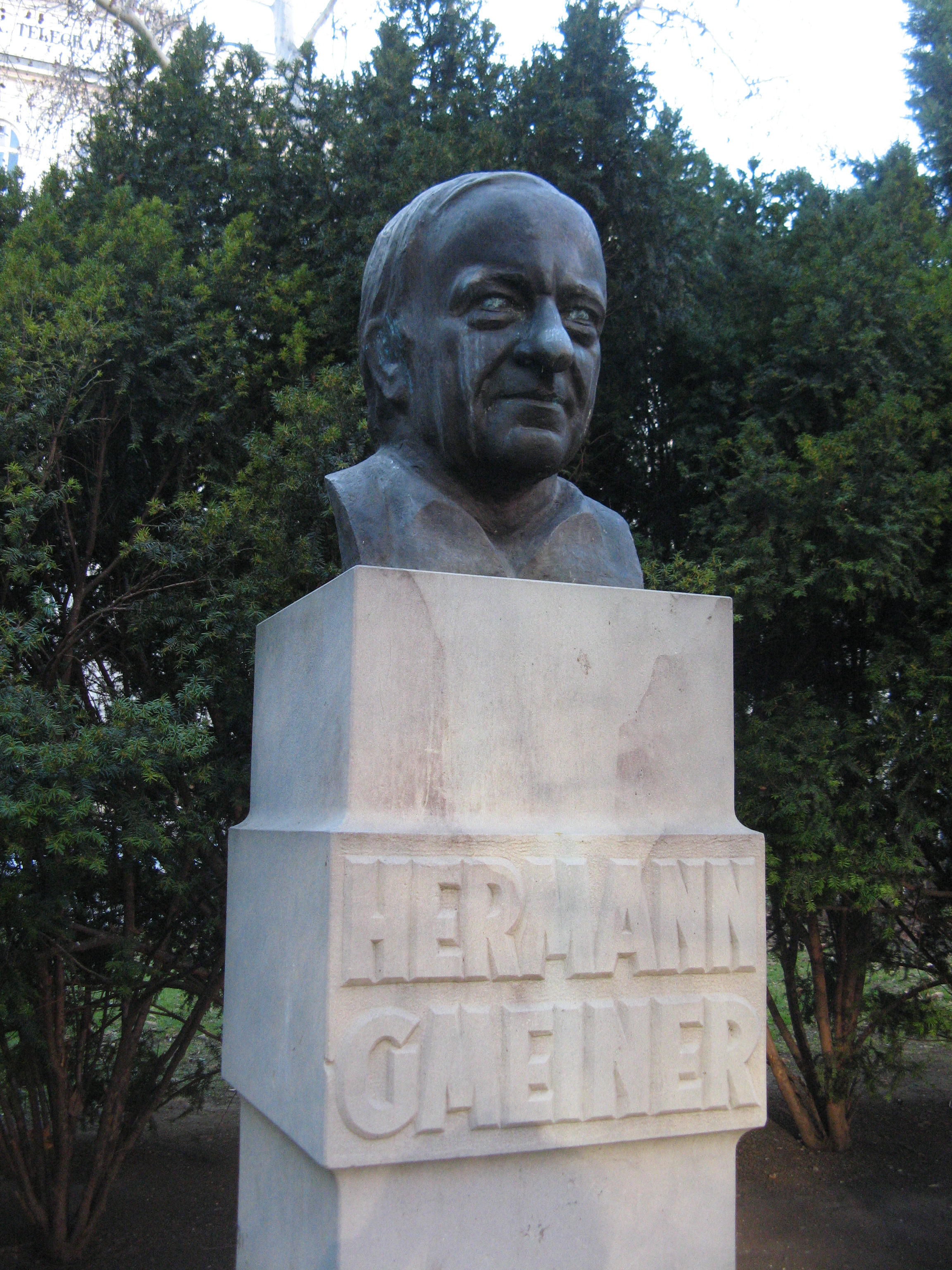
Hermann-Gmeiner-Büste im Hermann-Gmeiner-Park

### Hermann-Gmeiner-Park
Die Fläche des Platzes mit etwa 4100 m² nimmt seit 1927 ein öffentlicher Park ein, der ursprünglich Börsepark hieß. Seit 1958 stand hier eine Bronzebüste von Ludwik Lejzer Zamenhof, die heute im Esperantopark steht. Er wurde 1993 vollständig umgestaltet und nach dem Begründer der SOS-Kinderdörfer, Hermann Gmeiner, benannt. Der Park steht fast zur Gänze Kindern zum Spielen zur Verfügung, lediglich an der Westseite befinden sich einige Ruhebänke. Dort steht auch die unter Denkmalschutz stehende Bronzebüste Hermann Gmeiners, die von Paul Peschke geschaffen wurde, und von zwei großen Widmungstafeln flankiert wird. An der östlichen Seite des Parks befindet sich ein Ballspielkäfig.